# Argimiro Rico Trabada
Argimiro Rico Trabada -en gallego Arximiro-, (San Bernabel (Martín (Baleira) 14 de septiembre de 1905-Montecubeiro 16 de octubre de 1937), fue un maestro español asesinado durante la guerra civil española.

## Trayectoria
Realizó los estudios de magisterio en la Escuela Normal de Santiago de Compostela (1924-1927). Fue docente en los colegios de Fontaneira y San Bernabé. Fue director de la Unión Cultural San Bernabé. Organizó la Fiesta del Árbol en el colegio San Bernabé el 10 de mayo de 1934. Visitaba regularmente Montecubeiro, de donde era su madre, participando en actividades culturales desarrolladas por la Unión de Labradores de Montecubeiro, y en mítines, como el del 14 de abril de 1936 para celebrar el Día de la República, en el que pronunció un discurso en defensa de la cultura.
En octubre de 1937 un grupo de falangistas fue a buscarlo a su casa y se lo llevaron al monte, en donde fue salvajemente torturado y asesinado.